# تشاك مارتن (لاعب كرة قدم أمريكية)
تشاك مارتن (بالإنجليزية: Chuck Martin)‏ هو لاعب كرة قدم أمريكية أمريكي، ولد في 8 يناير 1968 في بارك فورست في الولايات المتحدة.